# Klénino
Klénino (en rus: Кленино) és un poble de l'óblast de Nóvgorod, a Rússia, segons el cens del 2011 tenia 28 habitants.